# 碓氷パーキングエリア
碓氷パーキングエリア（うすいパーキングエリア）は、長野県北佐久郡軽井沢町の碓氷バイパス上にあったパーキングエリア。
碓氷バイパスの料金所に併設されていたが、碓氷バイパス無料開放時に同時に閉鎖された。現在跡地は国土交通省高崎河川国道事務所軽井沢除雪ステーションとなっている。

## 位置していた道路
- 碓氷バイパス

## 沿革
- 2001年（平成13年）11月11日 - バイパス無料開放と同時に閉鎖

## 存在した施設
- トイレ
- スナック
- ショッピング
- 自動販売機